# FK Partizan Minsk
Nezaměňovat se srbským klubem FK Partizan.
FK Partizan Minsk (bělorusky: Футбольны клуб Партызан Мiнск) byl běloruský fotbalový klub sídlící ve městě Minsk. Klub byl založen v roce 2002 sloučením klubů FK Traktor Minsk a FK Trudovje Rezervy-RIPO jako FK MTZ-RIPO Minsk. Klub patřil do roku 2012 pod fotbalový projekt rusko-litevského podnikatele Vladimira Romanova, pod který též spadal v té době skotský prvoligový klub Heart of Midlothian FC a litevský prvoligový klub FBK Kaunas. Klub po odchodu Romanova paběrkoval v nižších soutěžích, kde byl v roce 2014 také rozpuštěn.

## Získané trofeje
- Kubak Belarusi ( 2x )
  - 2005, 2008

## Historické názvy
- 2002 – FK MTZ-RIPO Minsk
- 2010 – FK Partizan Minsk
- 2013 – FK Partizan-MTZ Minsk
- 2014 – FK Partizan Minsk

## Umístění v jednotlivých sezonách
| Sezóny | Liga             | Úroveň | Z  | V  | R | P  | VG | OG | +/- | B  | Pozice |
| ------ | ---------------- | ------ | -- | -- | - | -- | -- | -- | --- | -- | ------ |
| 2009   | Vysšaja Liga     | 1      | 26 | 8  | 6 | 12 | 34 | 38 | -4  | 30 | 11.    |
| 2010   | Vysšaja Liga     | 1      | 33 | 5  | 8 | 20 | 24 | 70 | -46 | 23 | 12.    |
| 2011   | Pevaja liga      | 2      | 30 | 20 | 5 | 5  | 59 | 26 | +33 | 65 | 2.     |
| 2012   | Čempionat Minska | 4      | 14 | 6  | 4 | 4  | 17 | 17 | 0   | 22 | 5.     |
| 2013   | Vtoraja liga     | 3      | 24 | 5  | 7 | 12 | 26 | 46 | -20 | 22 | 11.    |

## Účast v evropských pohárech
| Ročník  | Soutěž             | Kolo        | Klub                 | Doma | Venku | Celkem |
| ------- | ------------------ | ----------- | -------------------- | ---- | ----- | ------ |
| 2005/06 | Pohár UEFA         | 1. předkolo | Ferencvárosi TC      | 1:2  | 2:0   | 3:2    |
|         |                    | 2. předkolo | FK Teplice           | 1:1  | 1:2   | 2:3    |
| 2006    | Pohár UEFA         | 1. kolo     | FK Šachter Karagandy | 1:3  | 5:1   | 6:4    |
|         |                    | 2. kolo     | FK Moskva            | 0:1  | 0:2   | 0:3    |
| 2008/09 | Pohár UEFA         | 1. předkolo | MŠK Žilina           | 2:2  | 0:1   | 2:3    |
| 2009/10 | Evropská liga UEFA | 1. předkolo | FK Sutjeska Nikšić   | 2:1  | 1:1   | 3:2    |
|         |                    | 2. předkolo | FK Metalurh Doněck   | 1:2  | 0:3   | 1:5    |